# Moldoveni (Neamț)
Moldoveni is een Roemeense gemeente in het district Neamț.
Moldoveni telt 2480 inwoners.